# Imazapyr
Imazapyr ist eine chemische Verbindung aus der Gruppe der Imidazolinone.

## Gewinnung und Darstellung
Imazapyr kann durch Reaktion von 2,3-Dicarboxymethylpyridin mit 2-Amino-2,3-dimethylbutyramid in Gegenwart von tert-Butoxid gewonnen werden.
Alternativ ist auch die Herstellung durch Reaktion von 2-Carboxylsäure-3-methylpyridinethylester mit Chlor und anschließender Umsetzung mit 2-Amino-2,3-dimethylbutyramid in Gegenwart von Natriumhydroxid möglich.

## Eigenschaften
Imazapyr ist ein farbloser Feststoff mit schwachem Geruch, der löslich in Wasser ist. Er ist stabil gegenüber von Hydrolyse bei pH-Werten von 5,7 und 9. Imazapyr ist chiral, wobei das (S)-Enantiomer stabiler gegenüber Abbau ist als das (R)-Isomer, welches wiederum eine höhere herbizide Aktivität zeigt.

## Verwendung
Imazapyr und sein Isopropylaminsalz werden als Herbizid eingesetzt. Es wird zur Vor- und Nachauflaufbekämpfung eines breiten Spektrums von Unkräutern einschließlich ein- und mehrjähriger Gräser und zweikeimblättriger Pflanzen verwendet. Imazapyr wurde 1985 in den USA erstmals zugelassen. In der DDR war die Verbindung zwischen 1988 und 1994 zugelassen. Die Wirkung beruht auf der Hemmung der Aminosäuresynthese von Valin, Leucin und Isoleucin durch Hemmung der Acetolactat-Synthase.

## Zulassung
Die EU-Kommission entschied 2002, Imazapyr nicht in die Liste der zulässigen Pflanzenschutzmittel-Wirkstoffe nach Anhang I der Richtlinie 91/414/EWG aufzunehmen.
In Deutschland, Österreich und der Schweiz sind keine Pflanzenschutzmittel mit diesem Wirkstoff zugelassen.